# Hof van der Gracht de Rommerswael

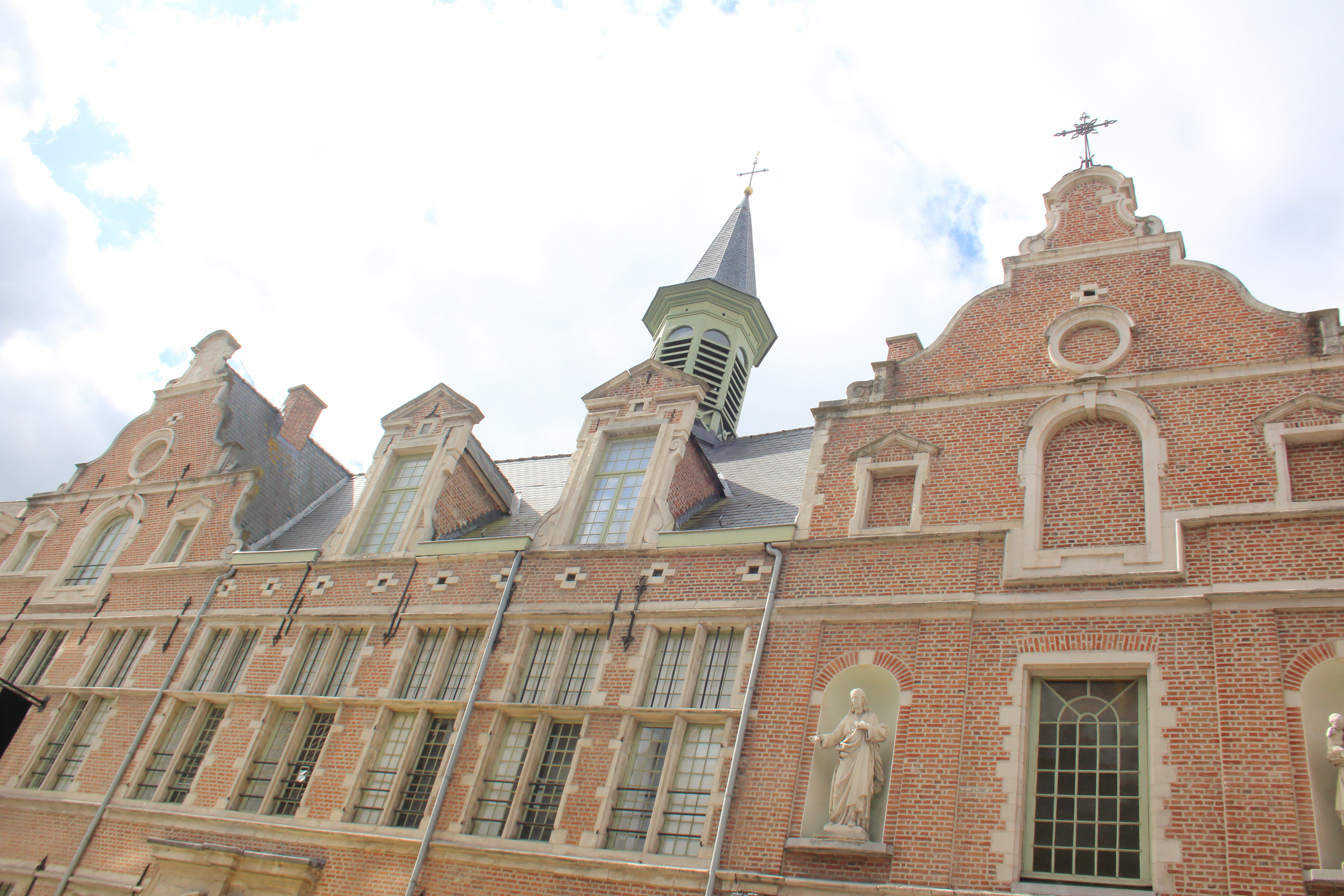
Hof van der Gracht de Rommerswael

Het Hof van der Gracht de Rommerswael is een monument aan de Goswin de Stassartstraat  in Mechelen. Het voormalige Hotel Van der Gracht de Rommerswael was in 1647 eigendom van Aurelius Carrega en in 1755 van Rogier-Filips, baron Van der Gracht de Rommerswael. In 1839-1840 werd het pand verkocht door Louisa en Albertina Van der Gracht aan de zusters van de arme klaren toen ze verhuisden naar het Kasteel van Tielen. In 1844 werden een kapel en kloosterpand gebouwd achter het hotel naar ontwerp van architect F. J. Bouwens. Het gebouw werd voltooid in 1845. Het barokhuis heeft een rondboogpoort en is sinds 1968 als monument beschermd.

## Afbeeldingen

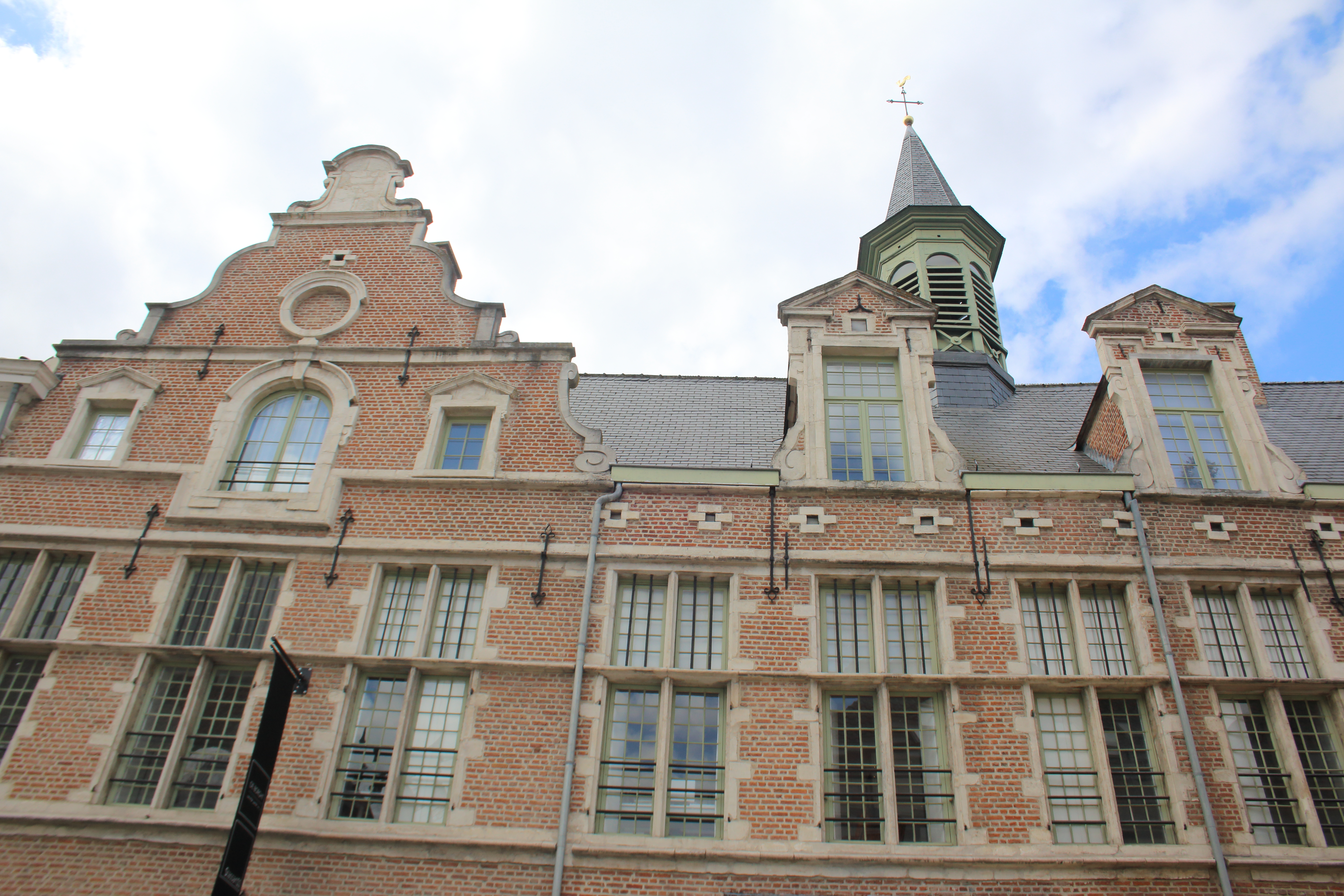
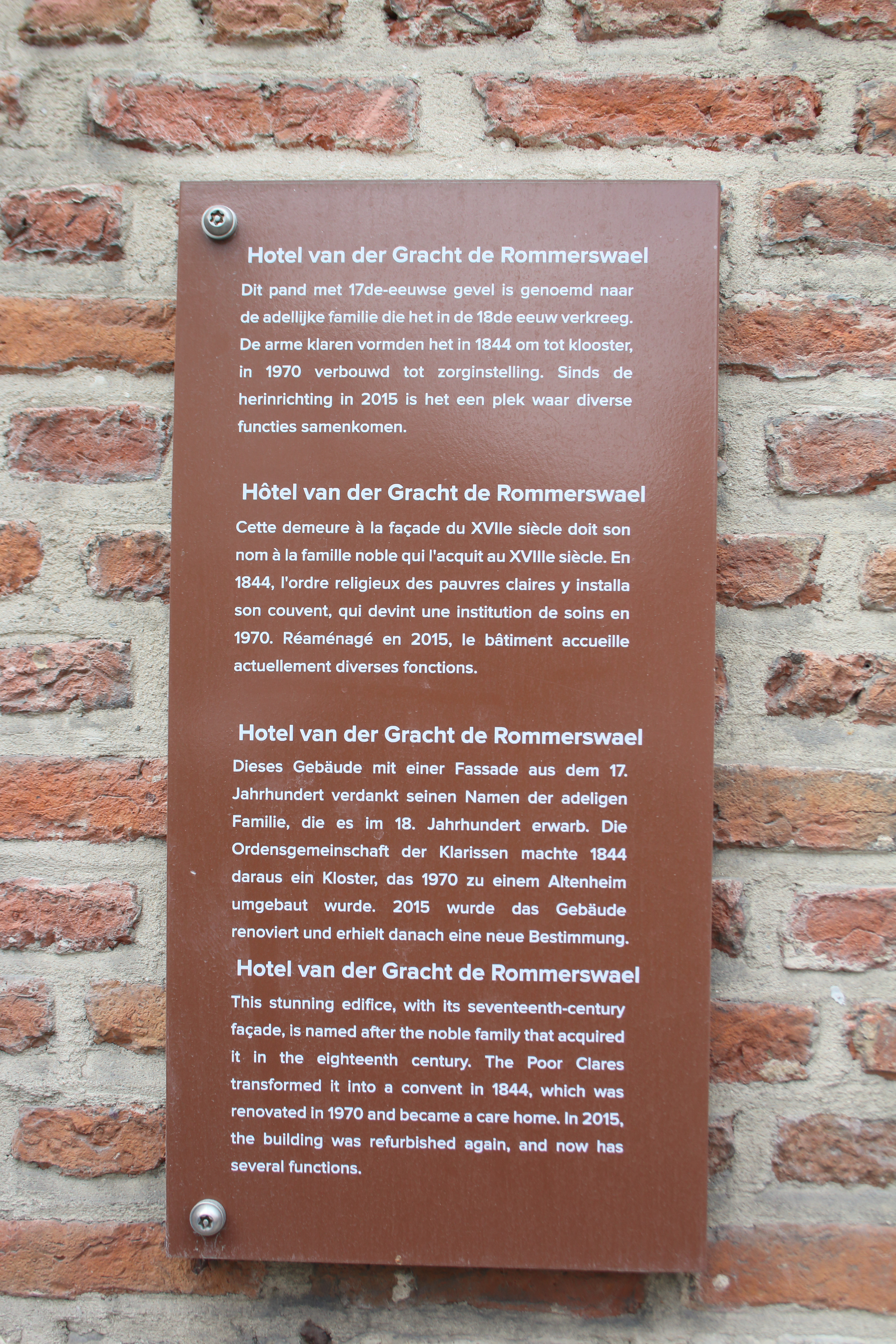
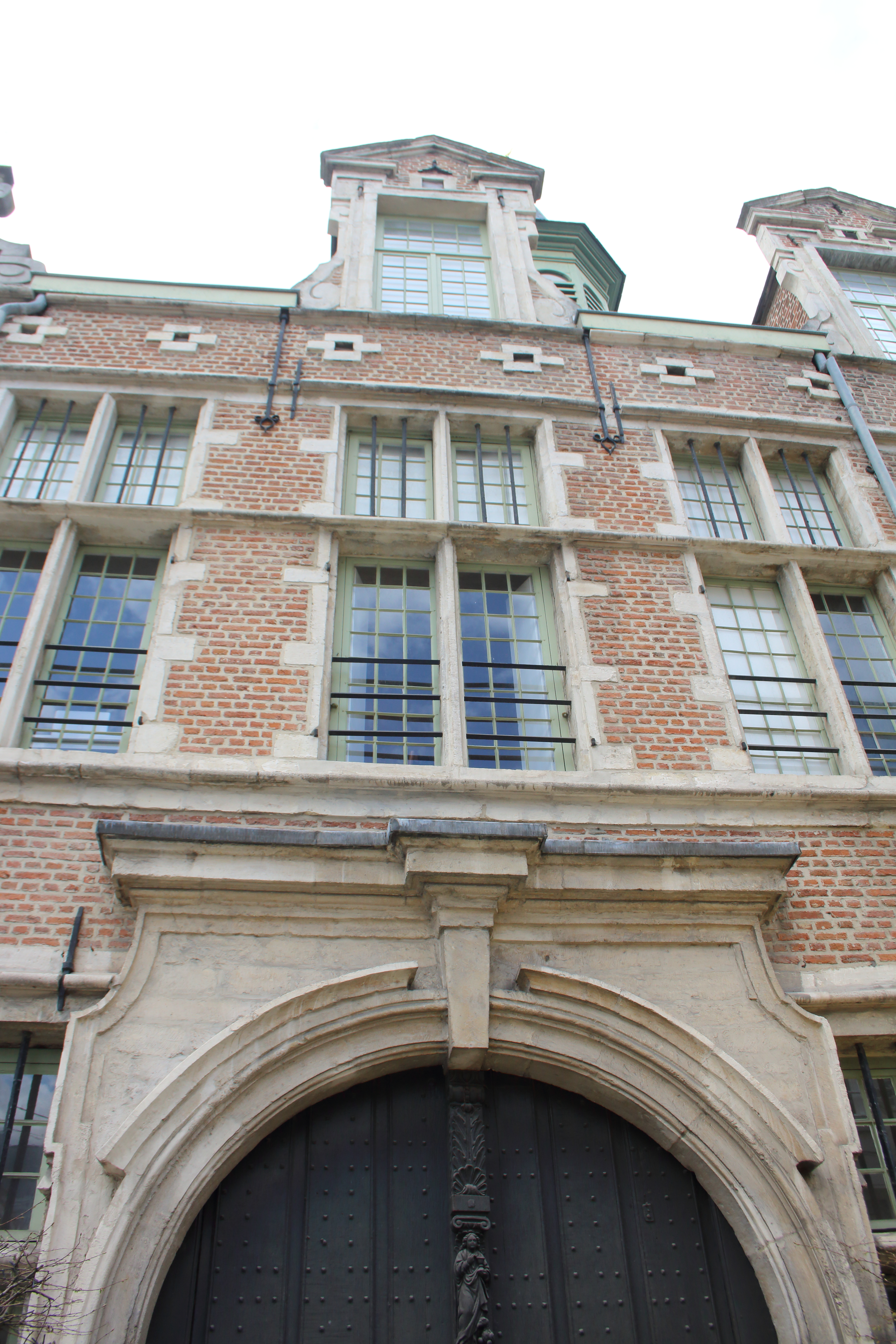